# Siergiej Gaładżew
Siergiej Gaładżew (ros. Серге́й Фёдорович Гала́джев, orm. Սերգեյ Ֆյոդորի Գալաջև, ur. 1902, zm. 1954) – radziecki generał porucznik, uczestnik II wojny światowej.
Jako szef Zarządu Politycznego 1 Frontu Białoruskiego brał udział w operacji berlińskiej.